# Sándor Haraszti
Sándor Haraszti (* 18. November 1897 in Czinderybogád, Bogádmindszent, Österreich-Ungarn; † 19. Januar 1982 in Budapest) war ein ungarischer Publizist, Journalist und Politiker der Sozialdemokratischen Partei Ungarns MSZDP (Magyarországi Szociáldemokrata Párt) sowie später der Partei der Ungarischen Werktätigen MDP (Magyar Dolgozók Pártja).

## Leben
Haraszti wurde nach dem Besuch der Realschule in Pécs Angestellter bei der EisenbahnGesellschaft MÁV (Magyar Államvasutak) und war während der Föderativen Ungarischen Sozialistischen Räterepublik von März bis August 1919 Angehöriger der ungarischen Roten Armee. 1919 trat er in Pécs der Sozialdemokratischen Partei Ungarns MSZDP (Magyarországi Szociáldemokrata Párt) bei und begab sich 1921 ins Königreich Jugoslawien ins Exil. In der Folgezeit arbeitete er in Bač als Redakteur bei den ungarischsprachigen Zeitungen Bács-megyei Napló sowie später von Hírlap. Nachdem er 1929 nach Ungarn zurückgekehrt war, trat er der illegalen Kommunistischen Ungarischen Partei KMP (Kommunisták Magyarországi Pártja)als Mitglied bei und engagierte sich in dieser insbesondere in der Kulturarbeit. 1930 wurde er Redakteur bei der in Kolozsvár erscheinenden Zeitung Korunk und wurde in der Folgezeit wegen seiner illegalen kommunistischen Aktivitäten wiederholt verhaftet. Im Juni 1944 nahm er als Mitglied der Friedenspartei (Békepárt) nach der Besetzung Ungarns durch die deutsche Wehrmacht an bewaffneten Kämpfen der Untergrundbewegung teil. 
Nach Ende des Zweiten Weltkrieges war Haraszti zwischen 1945 und 1948 Redakteur der in Budapest erscheinenden Tageszeitung Szabadság und daraufhin 1948 stellvertretender Leiter der Abteilung Agitation und Propaganda des ZK der Partei der Ungarischen Werktätigen MDP (Magyar Dolgozók Pártja), die nach dem Zusammenschlusses der MSZDP mit der am 5. November 1944 gegründeten Ungarischen Kommunistische Partei am 15. Juni 1948 entstanden war. Während der stalinistischen Rákosi-Ära wurde er 1949 Direktor des Athanaeum-Verlages (Athenaeum Könyvkiadó), ehe er 1950 wegen angeblicher parteifeindlicher Aktivitäten verhaftet und zunächst zum Tode verurteilt wurde. Später wurde das Urteil in lebenslange Haft umgewandelt. Im Zuge der vorsichtigen Liberalisierung und Entstalinisierung während der ersten Regierung von Ministerpräsident Imre Nagy erfolgte 1954 zusammen mit zahlreichen anderen Opfern der Schau- und Geheimprozesse seine Rehabilitierung und Entlassung aus der Haft. Im Anschluss wurde er Redakteur der Zeitung Béke és Szabadság, aber bereits im Oktober 1955 wegen erneuter Abweichung gegen die Parteilinie von Mátyás Rákosi entlassen, nachdem er zusammen mit Tamás Aczél, László Benjámin, Tibor Déry, Géza Losonczy, Endre Szervánszky und anderen ein Memorandum zur Freilassung des politischen Dissidenten Miklós Vásárhelyi unterzeichnet hatte. Im Juli 1956 wurde er auch aus der MDP und dem Journalistenverband MÚOSZ (Magyar Újságírók Országos Szövetsége) ausgeschlossen.
Während des Volksaufstandes wurde Haraszti im Oktober 1956 Chefredakteur von Népszabadság, der auflagenstärksten überregionalen Tageszeitung Ungarns. Im Zuge der Niederschlagung des Aufstands mit Unterstützung der Roten Armee floh er zusammen mit Imre Nagy am 4. November 1956 in die jugoslawische Botschaft, die dann drei Wochen lang von sowjetischen Panzern umstellt wurde. Er verließ mit Nagy am 22. November 1956 die Botschaft, wurde jedoch verhaftet und nach Snagov in Rumänien in Isolationshaft deportiert. Sein Nachfolger als Chefredakteur von Népszabadság wurde daraufhin im Januar 1957 Dezső Nemes.
1958 wurde Haraszti nach Budapest zurückgebracht und zu einer Haftstrafe von sechs Jahren verurteilt, ehe die Strafe im Zuge einer durch den Generalsekretär der MSZMP János Kádár verordneten Amnestie 1960 erlassen wurde. Danach war er von 1960 bis 1980 als Redakteur beim Akademie-Verlag (Akadémiai Kiadó) tätig, der Lexika herausgab. Er verfasste zuletzt auch Artikel für die 1981 gegründete liberale politisch-kulturelle Zeitschrift Beszélő.

## Veröffentlichungen
- Mi a fasizmus?, 1931
- Útikalandok a régi Magyarországon, Táncsics, Budapest, 1963
- Befejezetlen számvetés, Magvető, Budapest, 1986